# جوانا بارنز
جوانا بارنز (بالإنجليزية: Joanna Barnes)‏ (15 نوفمبر 1934، بوسطن في الولايات المتحدة)؛ صحفية وروائية وممثلة أمريكية.

## روابط خارجية
- جوانا بارنيز على موقع IMDb (الإنجليزية)
- جوانا بارنيز على موقع تيرنر كلاسيك موفيز (الإنجليزية)
- جوانا بارنيز على موقع أول موفي (الإنجليزية)
- جوانا بارنيز على موقع إن إن دي بي (الإنجليزية)
- جوانا بارنيز على موقع قاعدة بيانات الفيلم (الإنجليزية)